# Zadzim
Zadzim è un comune rurale polacco del distretto di Poddębice, nel voivodato di Łódź.
Ricopre una superficie di 144,36 km² e nel 2004 contava 5 416 abitanti.